# Hat Trick (videogioco)
Hat Trick è un videogioco arcade di hockey su ghiaccio pubblicato nel 1984 da Bally Sente. Nel 1987 venne pubblicato anche per Atari 7800 da Atari, e per Commodore 64 e MS-DOS da Capcom.
Secondo il suo progettista e programmatore Lee Actor, fu il videogioco di maggior successo della Bally Sente; la rivista statunitense sulle macchine a gettoni Replay Magazine lo dichiarò l'arcade con i maggiori guadagni per 5 mesi consecutivi.

## Modalità di gioco
Il gioco rappresenta una versione molto semplificata dell'hockey, con soltanto un hockeista per squadra oltre al portiere. Si possono giocare singoli incontri a tempo, contro il computer o contro un altro giocatore. La visuale è bidimensionale dall'alto, fissa sull'intero campo.
Anche le regole sono molto semplici rispetto al vero hockey; gli hockeisti non possono commettere falli e devono semplicemente contrastarsi per impadronirsi del dischetto e lanciarlo in porta.
Oltre ai gol, a titolo informativo vengono conteggiate le parate.
Con gli stessi movimenti del joystick il giocatore controlla contemporaneamente l'hockeista principale, mobile nelle otto direzioni in tutto il campo, e il portiere, che può solo spostarsi su e giù lungo la linea di porta e respingere il dischetto senza trattenerlo.
Il controllo tuttavia non è semplicissimo da padroneggiare, in quanto il pattinaggio risente dell'inerzia; si scivola sul ghiaccio e fermarsi o cambiare direzione non è immediato.
A scopo puramente decorativo, gli hockeisti lasciano tracce di pattini per tutto il campo, che viene ripulito da una Rolba al termine della partita.

## Team Hat Trick
Bally Sente sviluppò anche un seguito arcade nel 1985, Team Hat Trick, basato sullo stesso hardware interno. Praticamente è una versione di Hat Trick che supporta fino a quattro giocatori, con due hockeisti per squadra oltre al portiere, su cabinato cocktail. Tuttavia non venne mai pubblicato commercialmente, nonostante ne furono realizzati alcuni esemplari funzionanti.